# جونيور مارفن
جونيور مارفن (بالإنجليزية: Junior Marvin)‏ هو عازف قيثارة ومغني جامايكي، ولد في 1949 في كينغستون في جامايكا.

## وصلات خارجية
- الموقع الرسمي
- جونيور مارفن على موقع IMDb (الإنجليزية)
- جونيور مارفن على موقع ألو سيني (الفرنسية)
- جونيور مارفن على موقع ميوزك برينز (الإنجليزية)
- جونيور مارفن على موقع ديسكوغز (الإنجليزية)
- جونيور مارفن على موقع قاعدة بيانات الفيلم (الإنجليزية)
- جونيور مارفن على موقع كينوبويسك (الروسية)